# Alsvik

Alsvik är en by på Yxlan i Blidö socken, Norrtälje kommun längst in i Byviken.
Alsvik finns dokumenterat första gången 1573 och då fanns här två bönder med ungefär lika stora gårdar. Sedan byn bränts av ryska trupper 1719 återuppfördes gårdarna på höjden norr om Byviken, några gårdar tillkom senare på ängsmarken nedanför. Vid storskiftet 1780 bestod Alsvik av 9 gårdar. På två av dem bedrevs ännu i början av 2000-talet jordbruk.